# Берсеневське сільське поселення
Берсе́невське сільське поселення (рос. Берсеневское сельское поселение) — муніципальне утворення у складі Лямбірського району Мордовії, Росія. Адміністративний центр — село Берсеневка.

## Населення
Населення — 4729 осіб (2019, 4185 у 2010, 3865 у 2002).

## Склад
До складу поселення входять такі населені пункти:
| Населений пункт              | Населення, осіб (2002) | Населення, осіб (2010) |
| ---------------------------- | ---------------------- | ---------------------- |
| Берсеневка, село             | 2449                   | 2553                   |
| Берсеневські Виселки, селище | 87                     | 100                    |
| Блохино, присілок            | 152                    | 151                    |
| Блохинські Виселки, селище   | 77                     | 66                     |
| Звьоздний, селище            | 264                    | 315                    |
| Руська Свербейка, присілок   | 169                    | 208                    |
| Стара Чекаєвка, присілок     | 65                     | 77                     |
| Татарська Свербейка, село    | 292                    | 363                    |
| Чекаєвський, селище          | 310                    | 352                    |